# 出口導向型經濟
外向型经济、出口導向型經濟（英語：Export-oriented Economy），或称出口替代工业化（英語：export substitution industrialization）是指以出口贸易为主的经济模式，相对应于內向型經濟和自給自足型經濟（英語：Autarky）。
例如，2004年中华人民共和国出口贸易佔国民生产总值的70%以上，就属于外向型经济。